# Pietro Marone

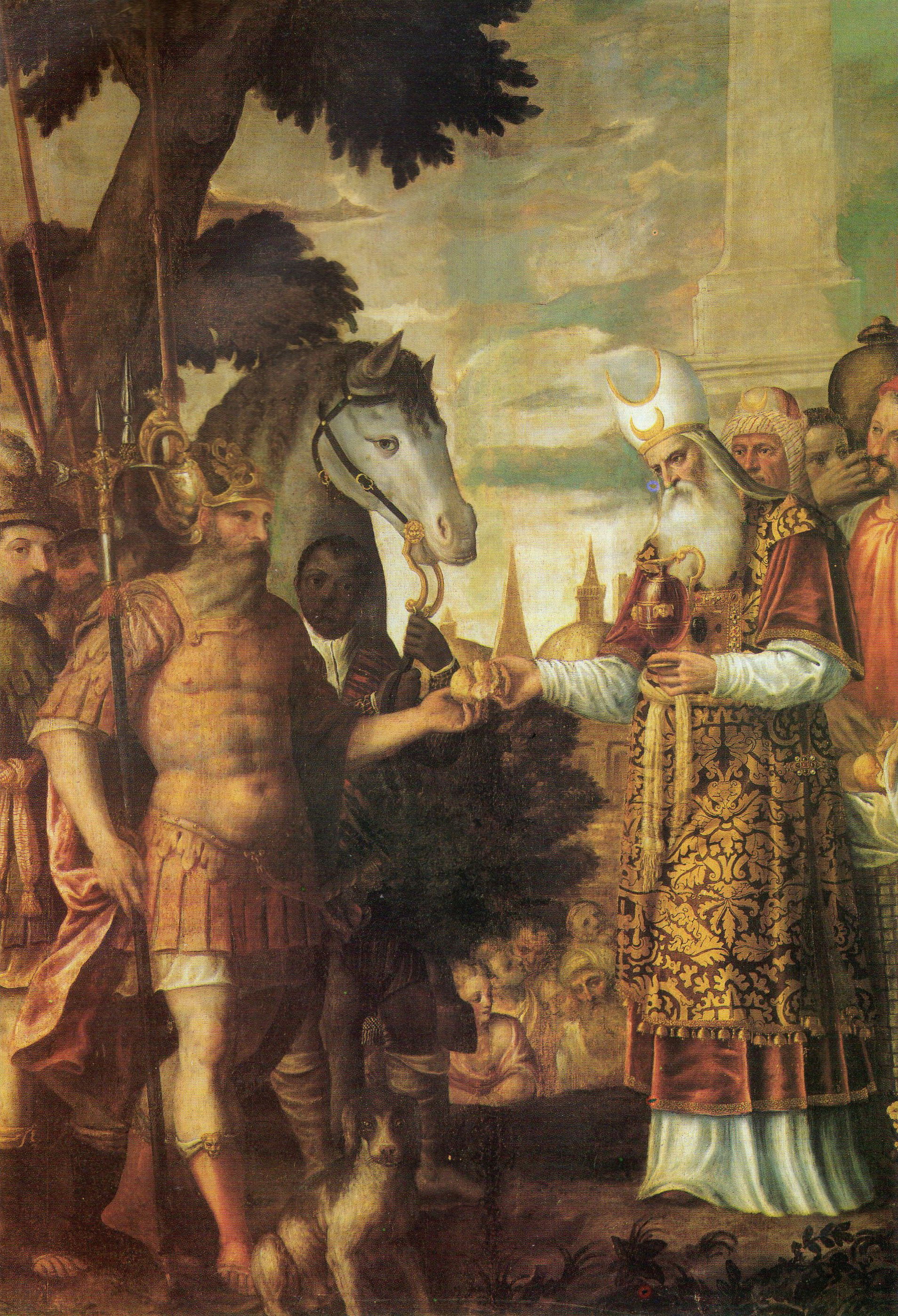
Pietro Marone, la rencontre d'Abraham avec Melchisédech, église Saint-Laurent, Brescia, Italie.

Pietro Marone (né à Brescia en 1548 et mort en 1603) est un peintre italien de la fin de la Renaissance, principalement actif à Brescia et  Mantoue .

## Biographie
Il était le fils de Pietro Marone l'Ancien, un peintre qui était le mentor de Francesco Giugno . Pietro est le neveu d'Andrea Marone, un poète néo-latin à la cour du pape Léon X. Pietro aurait étudié avec Paolo Veronese et le  Titien et est connu pour avoir travaillé sur des scènes de l' Iliade sur les murs du Palazzo Caprioli en contrada delle Grazie. En 1581, il peint avec Tommaso Bona à San Pietro (Duomo Vecchio); en 1588, il travaille dans la sala del consiglio nel palazzo della Loggia et, en 1591, participe à la décoration de quelques arches festives célébrant la visite du cardinal Giovanni Francesco Morosini à son retour après avoir été nonce apostolique en France.
- Federico Nicoli Cristiani, Della Vita delle pitture di Lattanzio Gambara; Memorie Storiche aggiuntevi brevi notizie intorno a' più celebri ed eccelenti pittori Bresciani, Brescia, Spinelli e Valgiti, 1807 (lire en ligne).